# Fiszel Rottenstreich
Fiszel Rottenstreich też Efraim Fiszel Rottenstrech (hebr. פישל רוטנשטרייך) (ur. 1880 lub 28 maja 1882 w Kołomyi, zm. 7 lipca 1938 w Jerozolimie) – polski prawnik, polityk i publicysta narodowości żydowskiej. Nauczyciel, działacz społeczny, syjonista, senator I kadencji i poseł III kadencji parlamentu II RP.

## Życiorys
Urodził się w Kołomyi. W tym mieście ukończył gimnazjum i był organizatorem kółek Betar. Studiował filozofię i germanistykę na Uniwersytecie we Lwowie. Przeniósł się do Wiednia na tamtejszy Uniwersytet, gdzie studiował ekonomię. Pracował jako nauczyciel w gimnazjum w Samborze. Był członkiem rady tamtejszego kahału. W okresie Zachodnioukraińskiej Republiki Ludowej był członkiem Żydowskiej Rady Narodowej. W latach 1922–1927 sprawował mandat senatorski, zaś w latach 1930-1935 poselski. W parlamencie zajmował się głównie tematyką gospodarczą. Był członkiem Organizacji Syjonistycznej Małopolski Wschodniej. W 1935 został dyrektorem Departamentu Handlu, Przemysłu i Skarbu Światowej Organizacji Syjonistycznej.
Zmarł w Jerozolimie. Został pochowany na cmentarzu na Górze Oliwnej.